# Barrau y Cia
Barrau y Cia és un edifici art déco de Valls (Alt Camp). És una obra inclosa a l'Inventari del Patrimoni Arquitectònic de Catalunya.

## Descripció
Construcció de dues plantes que fa cantonada amb la Costa del Portal Nou i està a l'inici de la muralla de Sant Antoni, en plena plaça del Portal Nou.
Als baixos i en les dues façanes hi ha una porta d'accés metàl·lica amb doble fulla. La que dona a la muralla està acompanyada en els dos costats per dues finestres apaissades. En el primer pis tenim tres balcons individuals amb baranes de disseny molt geomètric, a igual que les reixes de les finestres dels baixos. Hi ha una coberta transitable. En l'avantpit que envolta la coberta hi podem llegir: "Abonos Químicos Barrau y Cia. ". Aquest mur es remata amb una petita cornisa, que dibuixa una línia amb retranqueig.